# Колорит (об'єднання)
Запорі́зьке міське́ об'є́днання митці́в «Колори́т»  — громадська творча організація міста Запоріжжя. Членами об'єднання є як професійні художники, так і аматори.

## Про організацію

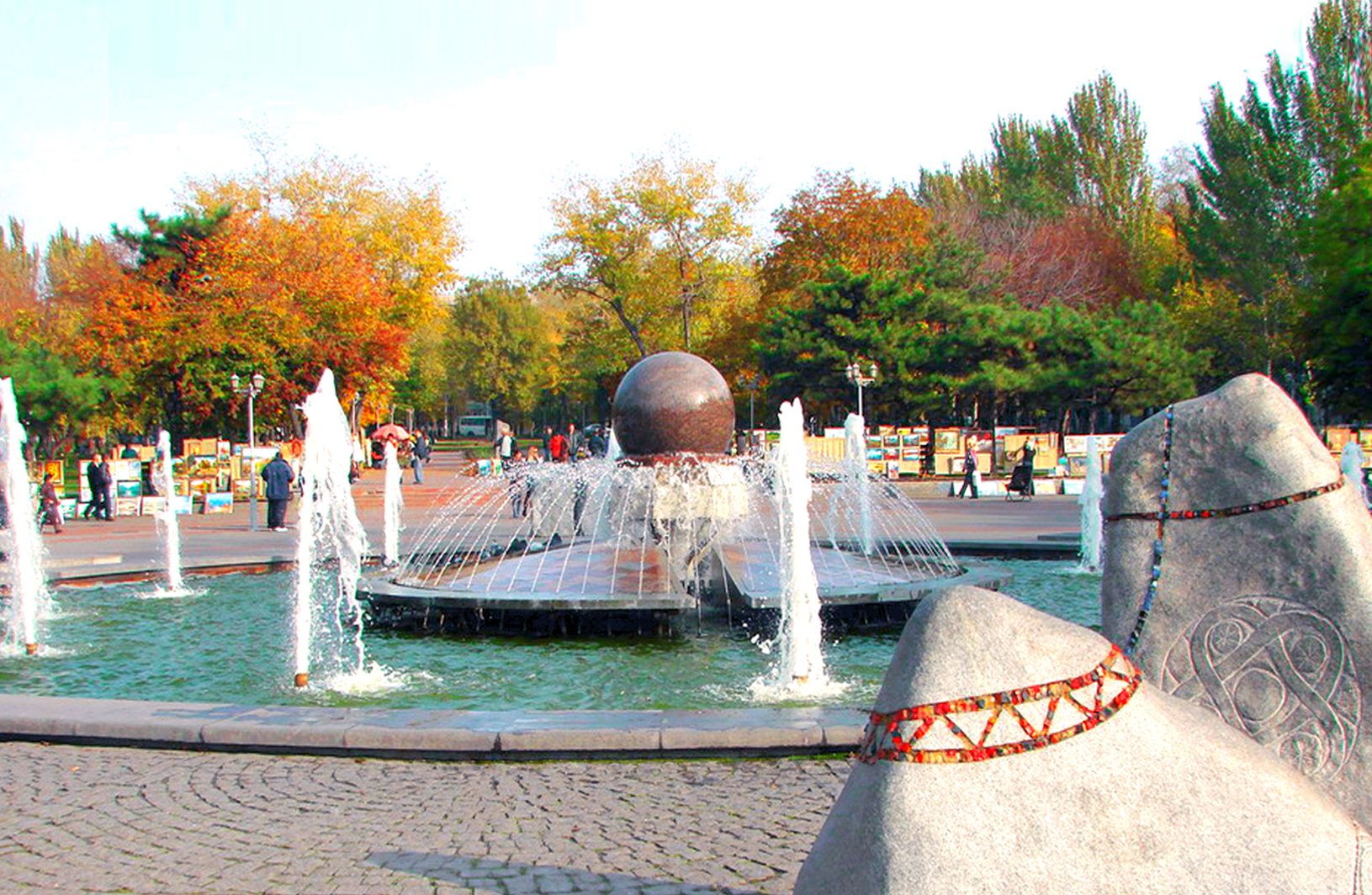
Виставки Запорізького міського об'єднання митців «Колорит» біля Фонтану Життя на Площі Маяковського в центрі міста в 2010 році.

Запорізьке міське об'єднання митців «Колорит» гуртує митців, що проживають та працюють в м. Запоріжжя — як професіоналів, так і аматорів, що не мають художньої освіти, але довели на практиці свій талант. Щоденні виставки «Колориту» біля Фонтану Життя є унікальним місцем в Запоріжжі, де можна поспілкуватися з майстрами й художниками, побачити майстер-класи з різьблення, вишивки, бісероплетіння та інших видів творчості, отримати корисні поради. Це все робить Запорізький Вернісаж одним з найяскравіших місць. Працюючи весь рік, він привертає увагу як містян, так і гостей Запоріжжя.
На момент створення в 1994 році «Колорит» нараховував 14 людей. В пік свого розвитку в 2013 році організація включала 160 членів від 22 до 92 років, що представляли найрізноманітніші жанри, техніки, напрями. Це дозволяло говорити про «Колорит», як про найбільшу творчу організацію Запоріжжя, чиї майстри й художники були широко відомі містянам завдяки своїй творчості, участі в благодійних акціях, зйомках у телевізійних передачах і публікаціях у міських ЗМІ. До об'єднання могла долучитися будь-яка творча людина міста, незалежно від митецького напрямку, в якому вона працює, віку, освіти.
З 2013 року до цього часу організація переживає кризу, в результаті якої було змінено її керівництво, статут, і вона втратила велику кількість членів, яких можна назвати основним активом організації.

## Мета діяльності
Метою діяльності «Колориту» є творча діяльність у галузі культури та мистецтва, пропаганда та популяризація творчості митців Запорізького регіону.
У досягненні своєї мети Об'єднання активно і всебічно співпрацювало з усіма державними і громадськими організаціями України, а також іноземними і міжнародними організаціями у встановленому законом порядку, якщо їх діяльність відповідає меті Об'єднання і не суперечить чинному законодавству України.

## Історія

### Перший період (1994—2002)
Об'єднання митців «Колорит» було зареєстровано 1994 року і тоді називалося „Запорізьке міське об'єднання художників «Колорит»“, проте, пересувні виставки просто неба розпочалися ще у 1992 році. Першими свої картини виставили 14 ентузіастів-художників, які в важкі часи пост-радянської кризи знайшли новий як на Запоріжжя спосіб донесення своїх творів до містян.
Маловідомо, що першим місцем виставок стала не Площа Маяковського між зупинками транспорту «Вулиця Сталеварів» та „Універмаг «Україна»“, а протилежна частина проспекту Леніна (нині - Соборний проспект), навпроти залізничних кас і книгарні «Сучасник». Через деякий час, з приєднанням нових членів, виставка-продаж пересунулась на протилежний бік Проспекту, на Площу Маяковського до фонтану, який і став традиційним місцем проведення щоденних Вернісажів.
Вже за кілька років діяльності, «Колорит» поповнили багато майстрів прикладного та ужиткового мистецтв, різьбярі, вишивальники, флористи, гончарі, майстри оригінальних технік. «Колорит» перестав бути виключно організацією художників, і став об'єднувати митців багатьох напрямів.

Виставка «Колориту» на площі Фестивальній у 2003 році (під час реконструкції площі Маяковського).

### Другий період (2002—2004)
Під час великої реконструкції проспекту Леніна, яка провадилася запорізькою владою на початку 2000-них, постало питання про реконструкцію фонтану та самої Площі Маяковського. На той час Об'єднання «Колорит» налічувало понад 70 членів. У 2002 році, тимчасово, щоденні виставки були переведені на Площу Фестивальну, біля готелю «Інтурист», де вони тривали до осені 2004 року. За цей час в Об'єднання вступили кілька десятків нових членів.

Будівництво Фонтану Життя в Запоріжжі у 2004 році.

### Третій період (2004—2014)
Нова сторінка в історії «Колориту» розпочалася 2004 року.
В лютому відбулася перша виставка Об'єднання в залі союзу фотомитців Запоріжжя, яка згодом стала традиційною щорічною виставкою «З любов'ю до рідного міста».
Восени було обрано нову Раду Об'єднання, а також нову Голову Ради «Колориту» — Бабенко Наталію Вікторівну. Тоді ж Об'єднання було перереєстровано під новим ім'ям — „Запорізьке міське об'єднання митців «Колорит»“, замінивши поняття «художник» на більш широке — «митець».
2004 року завершилась реконструкція Площі Маяковського. Реконструйований фонтан отримав назву «Фонтан Життя», і був присвячений пам'яті жертв Чорнобильської катастрофи. За сприяння міської влади і мера Запоріжжя Євгена Григоровича Карташова, було ухвалено рішення про повернення митців на історичне місце проведення Вернісажу . Митці у співпраці з владою розробили і затвердили стандарти робочого місця, правила поведінки, а також вигляд самого Вернісажу.
Після повернення на Площу Маяковського «Колорит» стрімко поповнювався новими членами, і його чисельність досягла близько 160 митців. Він став найбільшою творчою організацією Запоріжжя з найрізноманітнішим представленням митців, жанрів, технік. Розпочалася нова благодійна діяльність Об'єднання. «Колорит» організовує виставки по всьому місту, на всіх культурних заходах, що проводяться в місті. Майстри «Колориту» стали відомими в Запоріжжі. Деякі з майстрів та художників є відомими в усій Україні.

#### Художні виставки «З любов'ю до рідного міста»
В цей період об'єднання організовувало щорічні художні виставки «З любов'ю до рідного міста» в залі запорізького союзу фотомитців. Зокрема, у 2009 році виставка була присвячена 70-річчю Орджонікідзевського району, а у 2010 році — 240-річчю Запоріжжя. Митці-члени «Колориту» представляють на виставках роботи живописного та прикладного мистецтв у різних напрямах та жанрах. Виставки завжди супроводжуються великим зацікавленням містян, висвічуються запорізькими ЗМІ.

#### Благодійна діяльність

Картини з подарункового фонду «Колориту», що були передані Запоріжжю до 235-річчя міста у 2005 році.

В цей період об'єднання «Колорит» стало широко відомо своєю активною благодійною діяльністю. Об'єднання передавало роботи своїх членів дитячим закладам, лікарням, дитячим будинкам, інтернатам, ветеранським та культурним організаціям, іншим об'єднанням громадян та державним установам. Впродовж цих років роботи передавалися в дарунок відділу гематології обласної дитячої лікарні, Запорізькому Національному Університету, Запорізькому обласному фонду «Милосердя та здоров'я», Запорізькій благодійній організації «Хоспіс» Архангела Михаїла, Запорізькому реабілітаційному центру для дітей-інвалідів «Надія», Обласному притулку для неповнолітніх, Координаційній Раді з питань сприяння правоохоронним органам України, Запорізькій обласній бібліотеці для дітей «Юний читач», Дитячому театру танцю, дитячій музичній школі № 1, театральним фестивалям «Золота Хортиця», Фестивалю бардівської пісні «Рідкісний птах». Роботи членів Об'єднання розігрувались серед передплатників газет «МІГ по вихідним» та «Індустріальне Запоріжжя», а також, колекція робіт була передана в дарунок місту до Дня міста.

#### Участь у фестивалях та виставках

Виставка Запорізького міського об'єднання митців «Колорит» на о.Хортиці під час свята «Покрова на Хортиці», 14 жовтня 2010 року.

В цей період існування ЗМОМ «Колорит» було незмінним учасником культурних заходів, що відбувалися в Запоріжжі, а також гостем фестивалів та виставок по всій Україні. Протягом цих років Об'єднання виступало організатором та співорганізатором пересувних виставок та вернісажей під час наступних заходів:
- Обласна культурно-мистецька акція «Запорізькі обереги»;
- «Татарський Сабантуй»;
- святкування ювілею Запорізького Трансформаторного Заводу;
- "IX міжнародна спеціалізована виставка «Ювелірний світ»;
- Покровський ярмарок;
- святкування Дня міста;
- фестиваль «Спас на Хортиці»;
- фестиваль «Покрова на Хортиці»;
- «IV Міжнародний інвестиційний форум»;
- IV Міжнародна науково-практична конференція з питань патріотичного виховання молоді;
- «Карпатський Вернісаж» (м. Івано-Франківськ);
- «Барви України» (м. Донецьк);
- «Великодня Писанка» (м. Вінниця);
- «Павлоград збирає друзів» (м. Павлоград) та інші.

#### Проєкт «Я люблю Запоріжжя»
В 2009—2014 роках у рамках Запорізького міського об'єднання митців «Колорит» розвивався проєкт «Я люблю Запоріжжя». Метою проєкту стало виховання почуття поваги і патріотизму до історії і сьогодення Запоріжжя, підтримка його позитивного іміджу в Україні і світі. У рамках проєкту «Я люблю Запоріжжя» до 240-річчя міста було представлено «Сувенірну карту Запоріжжя». Цей твір заснований на справжній топографічній карті і презентує в мультиплікаційному стилі всі цікаві для туристів і містян об'єкти міста. «Карта Запоріжжя» урочисто презентувалася на Покровському ярмарку та на «IV Міжнародному інвестиційному форумі», її примірники передавались в дарунок міським та обласним бібліотекам, школам, дитячим садкам.
В 2013 році проєкт виділився в самостійну Громадську Організацію «Я люблю Запоріжжя».

#### Співпраця з іншими організаціями, громадська діяльність
«Колорит» співпрацював із багатьма громадськими організаціями в Запоріжжі та Україні, серед яких Міжнародна Федерація бойових мистецтв «Спас», Міжнародний благодійний фонд «Українська родина», Всеукраїнська мистецька агенція «Традиція», творче об’єднання «Самоцвіти Запоріжжя», благодійна організація "Благодійний фонд «Дельфін», Координаційна Рада з питань сприяння правоохоронним органам України, Запорізький обласний фонд «Милосердя та здоров’я», Запорізький центр татарської культури «Алтин Ай» («Золотий Місяць») та інші.
Запорізьке міське об'єднання митців «Колорит» стало членом Громадської ради при виконавчому комітеті Запорізької міської ради з дня її утворення 17 березня 2011 року.

### Четвертий період (з 2014 року)
Починаючи з 2013 року, в організації почалася внутрішня криза, ініційована новими і деякими старими членами. В результаті керівництво організації, обране за кілька місяців до цього, подало у відставку в зв'язку з неможливістю провадити подальшу конструктивну діяльність. Чисельний склад ЗМОМ «Колорит» зменшується до цього часу, а активні члени, відомі в місті за минулими проєктами, заснували нову організацію ГО «Запорізький Колорит».
ЗМОМ «Колорит» вибув зі складу Громадської ради при виконавчому комітеті Запорізької міської ради . 
Колишні сайт ЗМОМ «Колорит» і сторінка в соцмережі ведуться від ім'я нової організації ГО «Запорізький Колорит» при збереженні архіву матеріалів на цих ресурсах.
Художні виставки «З любов'ю до рідного міста», проєкт «Я люблю Запоріжжя», активна фестивальна діяльність в рамках ЗМОМ «Колорит» припинилися.
Організацією було змінено статут і порядок управління, проте точні дані про це відсутні.

## Діяльність організації, реалізовані програми та проєкти

### Запорізький Вернісаж

Кишеньковий календарик «Фонтан Життя» із Вернісажем «Колориту» на задньому плані, 2006 рік.

Найголовніший проєкт Запорізького міського об'єднання митців «Колорит» — створення і розвиток Запорізького Вернісажу на площі Маяковського. Щоденні виставки «Колориту» біля Фонтану Життя є унікальним місцем в Запоріжжі, де можна поспілкуватися зі справжніми майстрами та художниками, побачити майстер-класи, отримати корисні поради. Майстри й художники «Колориту» широко відомі містянам завдяки своїй творчості, участі в культурологічних та благодійних акціях, зйомках у телевізійних передачах і публікаціях у міських ЗМІ.
Запорізький Вернісаж біля Фонтану Життя було включено туристичними організаціями до обов'язкових екскурсійних маршрутів міста. Він став однією з головних туристичних принад, яку з задоволенням відвідають містяни та гості Запоріжжя, зокрема іноземні туристи.

## Видатні члени організації (до 2014 року)
Серед членів Запорізького міського об'єднання митців «Колорит» були майстри, відомі як в Запоріжжі, так і в Україні, і навіть за її межами. Після 2014 року більшість з них покинуло лави організації. Деякі з відомих членів «Колориту» станом на 2014 рік (за алфавітним порядком) перелічені нижче:
- Акатов Олег — майстер-різьбяр з Токмацького району Запорізької області, чий талант розвинувся саме з приходом в «Колорит». Митець створює оригінальні скульптури з дерева різноманітної тематики. Його роботи знаходяться в приватних колекціях багатьох відомих людей.

- Бабенко Наталія — голова «Колориту» в 2004-2014 роках. Художниця є унікальним майстром зернової писанки — художньої техніки, винайденої нею в кінці 80-х років XX сторіччя. З 1992 року Наталія Бабенко є майстром декоративно-прикладного мистецтва по Запорізькій області. У 2001 році у неї була персональна виставка у Всесвітньому музеї Писанки в місті Коломия Івано-Франківської області. 2005 року роботи майстрині представляли павільйон України на Всесвітній виставці «Експо-2005» в Японії. Художниця бере участь у виставках і мистецьких заходах по всій Україні, зокрема фестиваль «Котилася писанка» (м. Чернівці, 2005), «Карпатський Вернісаж» (м. Івано-Франківськ, 2006—2009), «Великдень у Космачі» (с. Космач Івано-Франківської області, 2007—2008), «Великодня писанка» (м. Вінниця, 2007, 2010). 2009 року пройшла виставка майстрині у Києво-Печерській Лаврі в м. Києві. Майстриня має наступні відзнаки та нагороди: почесна грамота Запорізької обласної ради з нагоди дня матері за активну громадську діяльність (2007), диплом лауреата міської премії до Всеукраїнського дня працівників культури та аматорів народного мистецтва (2008), подяка Запорізької обласної державної адміністрації з нагоди дня матері за активну участь у реалізації державної сімейної політики (2008), почесна відзнака «За сприяння розвитку Орджонікідзевського району» м. Запоріжжя (2009)[15].

Майстри бісероплетіння Марина Горонович і Лілія Лазарева Запорізького міського об'єднання митців «Колорит» під час фестивалю на о. Хортиця

- Бурбовський Олег Олександрович — почесний член «Колориту», почесний громадянин м. Запоріжжя, голова союзу фотомитців м. Запоріжжя.

- Височина Тетяна — художник, що пише натюрморти, етюди, глибокі й масштабні фантастичні полотна. Її роботи наповнені глибокою філософією, любов'ю до Запорізького краю. Художниця бере участь у багатьох заходах «Колориту».

- Горонович Марина — майстриня бісероплетіння та стрічкової вишивки, учасник всіх заходів «Колориту» в м. Запоріжжі, гість багатьох телевізійних передач і майстер-класів [16].

- Дерибас Ірина та Опанасенко Любов — майстрині традиційної народної вишивки, знавці орнаментів Запорізького краю [17]. Беруть участь у всіх акціях «Колориту» в Запоріжжі, неодноразово брали участь у виставках у Києві.

- Дяченко Василь Кирилович — ветеран «Колориту». Художник мешкає в місті з 30-х років XX сторіччя. Він є знавцем історії Запоріжжя і створює живописні полотна, зокрема й історичні краєвиди міста.

- Іванов Олександр Дмитрович — ветеран Другої Світової війни, майстер академічного живопису, що працював в різних жанрах і техніках, створюючи масштабні полотна. Помер 2012 року.

- Карабіненко Юрій Семенович — різьбяр по дереву в жанрі прорізного різьблення, автор багатьох робіт, що знаходяться у приватних колекціях відомих людей Запоріжжя, України і Росії.

- Конопкін Іван Васильович — найстарший член «Колориту», ветеран Другої Світової Війни. Художник і у другому десятилітті XXI сторіччя працює в техніці масляного живопису, не зважаючи на вік. В свій час він був учеником художників Решетникова Федора Павловича и Нестерова Михайла Васильовича, ученика Васнецова Віктора Михайловича [18].

- Лазарева Лілія — майстер бісероплетіння, автор оригінальних розробок прикрас з бісеру та натурального каміння. Майстриня також працює в оригінальній техніці вишивки бісером по шкірі [19].

- Ліповцев Сергій — відомий художник, член Національного Союзу Художників, учасник більше 100 виставок і проєктів в різних країнах (зокрема, в Австрії, Туреччині, Франції, Німеччині), лауреат дев'яти міжнародних призів і нагород [20].

- Мендюк Віктор — різьбяр по дереву, що створює оригінальні скульптури на українську тематику. Учасник усіх виставок «Колориту» в м. Запоріжжі. Його роботи також презентувалися на Всеукраїнських фестивалях та на творчому звіті Запорізької області в м. Києві.

- Науменко Станіслав — живописець, відомий в Запоріжжі та області майстер портретного жанру. Крім творчої діяльності, вже 20 років є директором Вільнянської школи мистецтв. Станіслав Науменко виховав цілу плеяду молодих художників Запоріжжя.

- Очередько Юрій — художник, виконує роботи у стилі академічного реалізму. Головна тематика творів — козацькі мотиви, сюжети рідного Запорізького краю.

- Саурина Олена — куратор щорічних виставок «Колориту», автор оригінального вітражного розпису. Олена Саурина, живописець та педагог зі стажем, була номінована на здобуття звання «Вчитель року» як викладач образотворчого мистецтва за підсумками роботи 2010 року.

- Сидоренко Юрій — різьбяр по дереву, що створює ікони та твори української народної тематики у техніці барельєфу. У його сюжетах історія, традиції та духовність українського народу переплетені воєдино.

## Галерея

Виставка ЗМОМ «Колорит» в виставковому комплексі «Козак-Палац» під час «Покровського ярмарку»
Відкриття щорічної виставки об'єднання митців «Колорит» в запорізькому фотоклубі у 2011 році
Виставка під час змагань «Лава на лаву», проведених Міжнародною Федерацією бойових мистецтв «Спас»
Різьблення по дереву Віктора Мендюка
Традиційна запорізька вишивка Любові Опанасенко
Виставка ЗМОМ «Колорит» на Хортиці
Майстер-клас з ліпки із солоного тіста Катерини Розумейко
Митці Лідія Мендюк, Людмила Позивайлова і Володимир Дузь зі своїми творами
Митці «Колориту» під час виставки на о. Хортиця
Різьбяр Карабіненко Юрій Семенович із своїми творами
Учасники художньої виставки Запорізького міського об'єднання митців «Колорит» у 2006 році
Сувенірний проєкт «Я люблю Запоріжжя»